# رومان غارنييه
رومان غارنييه (بالفرنسية: Romain Garnier)‏ هو لغوي وكاتب فرنسي، ولد في 30 ديسمبر 1976.

## وصلات خارجية
- الموقع الرسمي